# Quân hàm Lực lượng Phòng vệ Israel
Quân hàm quân đội Israel là hệ thống cấp bậc quân sự trong Lực lượng Phòng vệ Israel (IDF).
Hệ thống quân hàm của IDF được chia thành ba nhóm: Binh sĩ, từ Binh nhì đến Trung sĩ nhất; Hạ sĩ quan, từ Trung sĩ tham mư đến Chuẩn úy; và Sĩ quan, từ Thiếu úy đến Trung tướng. Cấp hiệu của Binh sĩ được đeo trên cánh tay, giữa khuỷu tay và vai, trong khi cấp hiệu của Hạ sĩ quan và Sĩ quan được đeo trên cầu vai của áo sơ mi.
Vì IDF là một lực lượng quân sự hợp nhất, nên danh xưng cấp bậc giống nhau ở tất cả các nhánh quân chủng lục hải quân, không quân. Các cấp bậc này bắt nguồn từ lực lượng bán quân sự Haganah, hoạt động trong thời kỳ Ủy trị để bảo vệ Yishuv.

## Cấp bậc Sĩ quan
Sĩ quan (ktzinim) là những quân nhân chuyên nghiệp tình nguyện phục vụ đã hoàn thành khóa đào tạo sĩ quan. Thời hạn phục vụ của sĩ quan ít nhất 36 tháng (3 năm) đối với nữ giới ở các vị trí không chiến đấu và 44 tháng (3 năm, 8 tháng) đối với nam giới. Các vị trí trong các đơn vị chuyên môn yêu cầu sĩ quan phải phục vụ lâu hơn (ví dụ, 7 năm đối với phi công). Việc thăng chức dựa trên năng lực và thời gian phục vụ. Phải mất khoảng một năm để được thăng hàm từ thiếu úy lên trung úy và ba năm để được thăng hàm từ trung úy lên đại úy. Các sĩ quan không có trình độ đại học có thể được thăng chức lên tối đa là Rav Seren (Thiếu tá). Mặc dù vậy, IDF vẫn thường tài trợ cho các chương trình đào tạo nâng cao để các thiếu tá có thể được thăng lên các cấp bậc cao hơn.
Phù hiệu trên cấp hiệu sĩ quan có sự khác biệt tùy theo từng quân chủng: lục quân có phù hiệu bằng kim loại đồng (được thay thế bằng huy hiệu bằng kim loại đen đơn giản hơn vào năm 2002), hải quân bằng kim loại màu vàng, và không quân bằng kim loại màu bạc.
| Lực lượng            | Cấp Soái           | Cấp Soái           | Cấp Tướng          | Cấp Tướng          | Cấp Tướng          | Cấp Tướng          | Cấp Tướng     | Cấp Tướng     | Cấp Tướng         | Cấp Tướng         | Cấp Tá                | Cấp Tá                | Cấp Tá             | Cấp Tá             | Cấp Tá           | Cấp Tá           | Cấp Úy    | Cấp Úy    | Cấp Úy     | Cấp Úy     | Cấp Úy     | Cấp Úy                | Cấp Úy                | Cấp Úy                | Học viên sĩ quan | Học viên sĩ quan | Học viên sĩ quan | Học viên sĩ quan | Học viên sĩ quan | Học viên sĩ quan | Học viên sĩ quan | Học viên sĩ quan | Học viên sĩ quan | Học viên sĩ quan | Học viên sĩ quan | Học viên sĩ quan |
| -------------------- | ------------------ | ------------------ | ------------------ | ------------------ | ------------------ | ------------------ | ------------- | ------------- | ----------------- | ----------------- | --------------------- | --------------------- | ------------------ | ------------------ | ---------------- | ---------------- | --------- | --------- | ---------- | ---------- | ---------- | --------------------- | --------------------- | --------------------- | ---------------- | ---------------- | ---------------- | ---------------- | ---------------- | ---------------- | ---------------- | ---------------- | ---------------- | ---------------- | ---------------- | ---------------- |
| Native name          | רב-אלוף Rav aluf   | רב-אלוף Rav aluf   | רב-אלוף Rav aluf   | רב-אלוף Rav aluf   | רב-אלוף Rav aluf   | רב-אלוף Rav aluf   | אלוף Aluf     | אלוף Aluf     | תת-אלוף Tat aluf  | תת-אלוף Tat aluf  | אלוף משנה Aluf mishne | אלוף משנה Aluf mishne | סגן-אלוף Sgan aluf | סגן-אלוף Sgan aluf | רב סרן Rav séren | רב סרן Rav séren | סרן Séren | סרן Séren | סגן Segen  | סגן Segen  | סגן Segen  | סגן-משנה Segen mishne | סגן-משנה Segen mishne | סגן-משנה Segen mishne |                  |                  |                  |                  |                  |                  |                  |                  |                  |                  |                  |                  |
| Literal translation  | Master champion    | Master champion    | Master champion    | Master champion    | Master champion    | Master champion    | Champion      | Champion      | Sub-champion      | Sub-champion      | Second champion       | Second champion       | Deputy champion    | Deputy champion    | Master lord      | Master lord      | Lord      | Lord      | Deputy     | Deputy     | Deputy     | Second deputy         | Second deputy         | Second deputy         |                  |                  |                  |                  |                  |                  |                  |                  |                  |                  |                  |                  |
| Official translation | Lieutenant general | Lieutenant general | Lieutenant general | Lieutenant general | Lieutenant general | Lieutenant general | Major general | Major general | Brigadier general | Brigadier general | Colonel               | Colonel               | Lieutenant colonel | Lieutenant colonel | Major            | Major            | Captain   | Captain   | Lieutenant | Lieutenant | Lieutenant | Second lieutenant     | Second lieutenant     | Second lieutenant     |                  |                  |                  |                  |                  |                  |                  |                  |                  |                  |                  |                  |
| Army (service)       |                    |                    |                    |                    |                    |                    |               |               |                   |                   |                       |                       |                    |                    |                  |                  |           |           |            |            |            |                       |                       |                       |                  |                  |                  |                  |                  |                  |                  |                  |                  |                  |                  |                  |
| Navy (service)       |                    |                    |                    |                    |                    |                    |               |               |                   |                   |                       |                       |                    |                    |                  |                  |           |           |            |            |            |                       |                       |                       |                  |                  |                  |                  |                  |                  |                  |                  |                  |                  |                  |                  |
| Navy (sleeve)        |                    |                    |                    |                    |                    |                    |               |               |                   |                   |                       |                       |                    |                    |                  |                  |           |           |            |            |            |                       |                       |                       |                  |                  |                  |                  |                  |                  |                  |                  |                  |                  |                  |                  |
| Air force (service)  | Rav aluf           | Rav aluf           | Rav aluf           | Rav aluf           | Rav aluf           | Rav aluf           | Aluf          | Aluf          | Tat aluf          | Tat aluf          | Aluf mishne           | Aluf mishne           | Sgan aluf          | Sgan aluf          | Rav seren        | Rav seren        | Seren     | Seren     | Segen      | Segen      | Segen      | Segen mishne          | Segen mishne          | Segen mishne          |                  |                  |                  |                  |                  |                  |                  |                  |                  |                  |                  |                  |
| Native name          | רב-אלוף Rav aluf   | רב-אלוף Rav aluf   | רב-אלוף Rav aluf   | רב-אלוף Rav aluf   | רב-אלוף Rav aluf   | רב-אלוף Rav aluf   | אלוף Aluf     | אלוף Aluf     | תת-אלוף Tat aluf  | תת-אלוף Tat aluf  | אלוף משנה Aluf mishne | אלוף משנה Aluf mishne | סגן-אלוף Sgan aluf | סגן-אלוף Sgan aluf | רב סרן Rav séren | רב סרן Rav séren | סרן Séren | סרן Séren | סגן Segen  | סגן Segen  | סגן Segen  | סגן-משנה Segen mishne | סגן-משנה Segen mishne | סגן-משנה Segen mishne |                  |                  |                  |                  |                  |                  |                  |                  |                  |                  |                  |                  |
| Lực lượng            | Cấp Soái           | Cấp Soái           | Cấp Tướng          | Cấp Tướng          | Cấp Tướng          | Cấp Tướng          | Cấp Tướng     | Cấp Tướng     | Cấp Tướng         | Cấp Tướng         | Cấp Tá                | Cấp Tá                | Cấp Tá             | Cấp Tá             | Cấp Tá           | Cấp Tá           | Cấp Úy    | Cấp Úy    | Cấp Úy     | Cấp Úy     | Cấp Úy     | Cấp Úy                | Cấp Úy                | Cấp Úy                | Học viên sĩ quan | Học viên sĩ quan | Học viên sĩ quan | Học viên sĩ quan | Học viên sĩ quan | Học viên sĩ quan | Học viên sĩ quan | Học viên sĩ quan | Học viên sĩ quan | Học viên sĩ quan | Học viên sĩ quan | Học viên sĩ quan |

### Cấp bậc Chuẩn sĩ quan
Chuẩn sĩ quan hay Sĩ quan tập sự (ktzinim akademaim): Cấp bậc đặc biệt được trao cho những quân nhân đã hoàn thành chương trình đào tạo chuyên môn (thường là kỹ thuật, y khoa hoặc luật) và trở lại phục vụ trong quân đội, nhưng chưa hoàn thành khóa đào tạo sĩ quan. Cấp bậc kama được quy đổi tương đương với một trung úy, và một ka'ab tương đương với đại úy. Các chuẩn sĩ quan được coi là lực lượng chuyên nghiệp và hiếm khi giữ chức vụ chỉ huy. Sau khi hoàn thành khóa đào tạo sĩ quan, chuẩn sĩ quan sẽ ngay lập tức được trao cấp bậc "thực tế" tương ứng dựa trên kinh nghiệm của họ về cấp bậc. Phù hiệu của họ được chạm nổi bằng cuộn giấy (megilot) thay vì cành nguyệt quế (aronot).
| Rank group           |                                            | Officer cadet                           | Officer cadet                              |
| Native name          | קצין אקדמאי מיוחד Katzín akademai meyuchad | קצין אקדמאי בכיר Katzín akademai bakhír | קצין מקצועי אקדמאי Katzín miktsoí akademai |
| Literal translation  | Officer academic special                   | Officer academic senior                 | Officer professional academic              |
| Official translation | Special academic officer                   | Senior academic officer                 | Professional academic officer              |
| Army (service)       |                                            |                                         |                                            |
| Navy (service)       |                                            |                                         |                                            |
| Air force (service)  |                                            |                                         |                                            |
| Native name          | קצין אקדמאי מיוחד Katzín akademai meyuchad | קצין אקדמאי בכיר Katzín akademai bakhír | קצין מקצועי אקדמאי Katzín miktsoí akademai |

## Cấp bậc Binh sĩ
Hạ sĩ quan (nagadim): Các cấp bậc hạ sĩ quan và chuẩn úy được tuyển chọn từ những người tình nguyện phục vụ quân đội sau khi hoàn thành nghĩa vụ quân sự. Họ thường được giao nhiệm vụ đứng đầu biên chế cấp tiểu đội của một đơn vị. Samal là một từ viết tắt tiếng Do Thái của segen mi-khutz la-minyan, có nghĩa là "phụ tá"; đây là cấp bậc hạ sĩ quan dã chiến tương đương với cấp bậc "Sergeant" của Anh hoặc Khối thịnh vượng chung. Rav samal được dịch là "trung sĩ trưởng"; đây là cấp bậc hạ sĩ quan trung cấp tương đương với "Staff Sergeant" hoặc "Sergeant Major" / "Warrant Officer" của Anh hoặc Khối thịnh vượng chung. Nagad là một biến thể của từ nagid trong Kinh thánh, có nghĩa là "chỉ huy" hoặc "lãnh đạo". Rav nagad là cấp bậc hạ sĩ quan cao cấp tương đương với cấp bậc "Master Sergeant" và "Senior Master Sergeant" của Mỹ.
Binh sĩ (hogrim): Tất cả người Do Thái, Druze và Circassian phải bắt đầu nghĩa vụ quân sự bắt buộc khi đủ 18 tuổi (trừ khi họ được hoãn nghĩa vụ); người theo đạo Thiên chúa, đạo Hồi và người Circassian có thể tình nguyện khi đủ 17 tuổi trở lên. Nam quân nhân nghĩa vụ phục vụ trong 32 tháng (2 năm 8 tháng) và nữ quân nhân nghĩa vụ phục vụ trong 24 tháng (2 năm). Trong IDF, các cấp bậc binh sĩ đạt được thông qua thời gian phục vụ (pazam), thay vì được phong theo theo nhiệm vụ cụ thể. Sau 4 đến 12 tháng, quân nhân nghĩa vụ được thăng cấp lên rav turai, sau 18 đến 20 tháng được thăng lên samal và sau 24 đến 32 tháng được thăng lên samal rishon. (Điều này có nghĩa là các nữ quân nhân không được cấp bậc cao hơn samal trong thời gian phục vụ bắt buộc, trừ khi họ phục vụ ở các vị trí chiến đấu hoặc tình nguyện trong thời gian dài hơn.)
Các hạ sĩ quan chiến trường (samal và samal rishon) thường chỉ huy các đơn vị trợ chiến (tiểu đội hoặc phân đội hỏa lực) được gọi là mashak . Đây là từ viết tắt được dịch sang tiếng Anh theo nghĩa đen là "non-commissioned officer". Đó là một thuật ngữ tôn trọng giống như chef của quân đội Pháp ("trưởng").
Cả sĩ quan và binh sĩ đều có nghĩa vụ phục vụ trong lực lượng dự bị sau khi hoàn thành nghĩa vụ quân sự. Nam quân nhân phục vụ đến 41–51 tuổi trong khi nữ quân nhân phục vụ đến 24 tuổi.
| Rank group           | Non-commissioned officer        | Non-commissioned officer     | Non-commissioned officer        | Non-commissioned officer      | Non-commissioned officer | Enlisted               | Enlisted                           | Enlisted           | Enlisted    |
| -------------------- | ------------------------------- | ---------------------------- | ------------------------------- | ----------------------------- | ------------------------ | ---------------------- | ---------------------------------- | ------------------ | ----------- |
| Native name          | רב-נגד Rav nagad                | רב-סמל בכיר Rav samal bakhír | רב-סמל מתקדם Rav samal mitkadem | רב-סמל ראשון Rav samal rishon | רב-סמל Rav samal         | סמל ראשון Samal rishon | סמל Samal                          | רב טוראי Rav turai | טוראי Turai |
| Literal translation  | Master non-commissioned officer | Senior master sergeant       | Advanced master sergeant        | First master sergeant         | Master sergeant          | First sergeant         | Supernumerary lieutenant (acronym) | Master of the line | Of the line |
| Official translation | Chief warrant officer           | Warrant officer              | Sergeant major                  | Master sergeant               | Sergeant first class     | Staff sergeant         | Sergeant                           | Corporal           | Private     |
| Army                 |                                 |                              |                                 |                               |                          |                        |                                    |                    | No insignia |
| Navy                 |                                 |                              |                                 |                               |                          |                        |                                    |                    | No insignia |
| Air force            |                                 |                              |                                 |                               |                          |                        |                                    |                    | No insignia |
| Rank group           | Non-commissioned officer        | Non-commissioned officer     | Non-commissioned officer        | Non-commissioned officer      | Non-commissioned officer | Enlisted               | Enlisted                           | Enlisted           | Enlisted    |

## Các cấp bậc trước đây
Cấp bậc memale makom katzín, viết tắt: Mamak (ממלא מקום קצין), được thành lập vào thập niên 1960. Cấp bậc này được coi là thấp hơn trung úy (viết tắt: sagam), cấp cho các quân nhân đã hoàn thành quá trình chuẩn bị cơ bản để lên cấp sĩ quan (קורס קצינים בסיסי), nhưng vì lý do nào đó đã bỏ dở việc học, không hoàn thành được chương trình đào tạo sĩ quan chuyên nghiệp (השלמה חיילית), hoặc hoàn thành khóa học với điểm đậu tối thiểu nhưng vẫn được coi là đủ khả năng chỉ huy. Họ giữ những chức vụ sĩ quan thấp nhất cho đến khi tìm được cấp bậc sĩ quan bình thường cho vị trí đó. Những người hoàn thành khóa đào tạo sĩ quan với điểm đậu tối thiểu và được bổ nhiệm vào vị trí chỉ huy sẽ đủ điều kiện thăng cấp lên sĩ quan thông thường sau một thời gian nhất định. Nó đã bị bãi bỏ vào năm 1994.
Cấp bậc Samal Bakhír, viết tắt: Samab được sử dụng từ năm 1948 đến năm 1952. Cấp bậc này tương đương với First Sergeant của Lục quân Hoa Kỳ. Nó đã được thay thế bằng cấp bậc Rav Samal Yekhidati, tương tự như cấp Warrant Officer II của Lục quân Anh hoặc Khối thịnh vượng chung.
Cấp bậc rav turái rishón, viết tắt: Ratash, được sử dụng từ năm 1972 đến năm 1982. Trong giai đoạn này, cấp bậc sĩ quan chỉ huy được mở rộng và cấp bậc cao hơn được trao cho những người lính nghĩa vụ có kế hoạch nhập ngũ sau khi hoàn thành nghĩa vụ quốc gia.
Cấp bậc của turai rishon, viết tắt: Tarash, đã bị bãi bỏ khỏi Lực lượng Phòng vệ Israel (IDF) chính quy vào năm 1990, nhưng vẫn tiếp tục được sử dụng trong lực lượng dự bị cho đến năm 1999. Binh nhì hiện vẫn giữ nguyên cấp bậc cho đến khi được thăng hàm hạ sĩ, thường là sau 10 tháng phục vụ trong thời bình hoặc 6 tháng đối với vai trò hỗ trợ hoặc 4 tháng đối với chiến binh trong thời chiến. Theo truyền thống, các hạ sĩ quan trong đơn vị chiến đấu không đeo phù hiệu cấp bậc của mình và không đeo phù hiệu cho đến khi được thăng cấp lên trung sĩ.
| Rank name, rank equivalent | Insignia | Insignia  | Insignia |
| --- | -------- | --------- | -------- |
| ממלא מקום קצין (ממ״ק) Memale makom katzín (initials: Mamak) (Acting officer or aspirant; A brevet officer ranking below a junior lieutenant)(Memale makom translates as "substitute", and katzin means "officer") (Memale makom literally translates as "filling in the place of another") [Existed from the 1960s until 1994] |          |           |          |
| רב-נגד משנה (רנ״ם) Rav nagad mishne (initials: Ranam)(Warrant officer, senior specialist professional) (it translates as "junior chief warrant officer" or "junior chief NCO") In practice the rank is not used | Army     | Air Force | Navy     |
| סמל בכיר (סמ״ב) Samal bakhír (initials: Samab)(First Sergeant, it translates as "Senior Sergeant") [Existed 1948–1952; no longer in use. (See comments in notes in the bottom)] |          |           |          |
| רב טוראי ראשון (רט״ר) Rav turái rishón (initials: Ratár)(First corporal, it translates as "chief private first class") [Existed 1972–1982; no longer in use. (See comments in notes in the bottom)] |          |           |          |
| טוראי ראשון (טר״ש) Turai rishon (initials: Tarash)(Private E-3 or private first class) [Existed until 1999; no longer in use. (See comments in notes in the bottom)] |          |           |          |

## Phù hiệu
Dây tua, Srochim trong tiếng Hebrew, được đeo trên vai trái của quân phục để chỉ vai trò cụ thể của người lính trong một đơn vị: 
- Azure: Ceremony Unit, Combat Hummer Operators, Military School student instructors in the Air Force
- Azure/Green: Combat Hummer Operator instructors
- Azure/Purple: Reserves Coordinators
- Black: Instructors in Bahad 1 (Officer School)/Instructors in the Flight Academy/Instructors in the Naval Academy/Instructors in Paramedic course
- Black/Creme: Military Rabbinate attacheś
- Black/Green: Commanders in the Squad Commanders’ Course in the Artillery Corps, Magal Unit [he], Combat Engineering Corps, Armored Aid, Infantry Corps, Reserves Instructors at Bahad 7 [he], Commanders and Instructors in School for Computer Professions [he], Tank Commander course instructors, Instructors in Bahad 20 [he], Platoon Sergeants in Bahad 13 [he], Senior Instructors in Bahad 11 [he]
- Black/Orange: Combat Engineering course graduates
- Black/White: "Scientific Teaching" Officers
- Black/Yellow: Chemical Warfare officers, instructors and NCOs
- Blue/Red: Military Police
- Blue/White: Chief NCOs of a Base
- Burgundy: Courseware Developers
- Burgundy/Grey: Special-needs inclusion tutors in the Titkadmu [he] program
- Brown: Behavioral sciences diagnostics, "Return to regular service" diagnostics (Military Police), Weekly trainee squad commanders (Air Force), Quartermaster NCOs in the Combat Engineering Corps and Magal Unit [he] Bases
- Dark Blue: Air Force Intelligence Instructors, Psychotechnical diagnostics, Navy Instructors, Platoon Sergeants at Bahad 7 [he].
- Green: Section/Squad Commanders
- Green/Blue: Soldiers responsible for the recruitement process
- Green/Purple: Service Rights Attaché instructors
- Green/Red: Emergency population instructors
- Green/White: Instructors in the Military Intelligence Directorate
- Grey: Educators/Teachers (in the Education and Youth Corps)
- Orange/Azure: Search and Rescue officers, instructors and NCOs
- Purple: Service Rights Attaché
- Red: IDF Orchestra (right shoulder), Navy Instructor (left shoulder), Apprentice-Responsible (left shoulder, only during training)
- Red/White: Ram 2 [he] NCOs
- White: Security Guards, Discipline Attaché (Navy)
- Yellow/White: Field Intelligence Instructors

(Chỉ có tại Trường Thiếu sinh quân Shocarim thuộc Không quân Isael)
- Xanh nhạt: Chỉ huy của một lớp
- Xanh đậm: Chỉ huy cấp cao của một lớp/Chỉ huy một khối
- Xám: Giáo viên binh sĩ

(Chỉ có tại Trường Thiếu sinh quân Hải quân Shocarim thuộc Hải quân Israel)
- Đỏ: Chỉ huy của một lớp
- Màu xanh lá cây: Giám thị
- Đỏ/Vàng: Chỉ huy trưởng căn cứ
- Đỏ/Đen: Trợ lý Chỉ huy trưởng căn cứ
- Đỏ/Xanh lá: Phụ tá
- Xanh đậm: Giáo viên lớp
- Đỏ/Trắng: Trưởng hội đồng học viên
- Xanh lá cây đậm/Đen: Trưởng phòng an ninh

## Lịch sử
Khi IDF được thành lập vào năm 1948, có 7 cấp bậc hạ sĩ quan và binh sĩ, 8 cấp bậc sĩ quan. Các cấp bậc như sau: 
| Enlisted | Insignia | Officer                                                                           | Insignia |
| --- | --- | --------------------------------------------------------------------------------- | --- |
| Rav samal (ras) [1948–1951] ("Chief sergeant", master sergeant) Rav samal rishon (rasar) [1951–1955] ("chief sergeant first class", master sergeant) | An oak leaf within a laurel wreath on a red cloth circle (sleeve) [1948] An oak leaf over a sword within a laurel wreath (cuff) [1951] A vertical entwined sword and olive branch in a Star of David within a laurel wreath (cuff) [1968] 2 chevrons (epaulet) [1990–1998] | Rav aluf ("chief general", lieutenant general)                                    | An oak leaf within a laurel wreath [1948] An oak leaf over an oak leaf within a laurel wreath [1950] 2 oak leaves over a crossed sword and olive branch [1950] |
| Rav samal (ras) [1951–1967] ("chief sergeant", master sergeant) Rav Samal (ras) [1968–Present] ("chief sergeant", master sergeant)                   | An oak leaf within a laurel wreath (cuff) [1951] An oak leaf in a Star of David within a laurel wreath (cuff) [1968] 1 chevron (epaulet) [1990–1998] | Aluf ("general", major general) [1950–present]                                    | 1 oak leaf over a crossed sword and olive branch [1950] |
| Samal bakhír [1948–1951] ("senior sergeant", first sergeant)                                                                                         | A small oak leaf within a laurel wreath on 3 half chevrons | Aluf [1948–1950] aluf-mishneh ("junior general", colonel) [1951–present]          | 3 oak leaves |
| Samal rishon ("sergeant first class", staff sergeant)                                                                                                | A small oak leaf on 3 half chevrons | Sgan aluf ("deputy general", lieutenant colonel)                                  | 2 oak leaves |
| Samal (sergeant) | 3 half chevrons | Rav seren ("chief captain", major)                                                | 1 oak leaf |
| Rav turai ("chief private", corporal) | 2 half chevrons | Seren (captain)                                                                   | 3 bars |
| Turai rishon (private first class) [1948–1999] | 1 half chevron | Segen rishon (Lieutenant 1st class) [1948–1951] Segen (lieutenant) [1951–present] | 2 bars |
| Turai (private) | No insignia | Segen (lieutenant) [1948–1951] Segen mishne (junior lieutenant) [1951–present]    | 1 bar |

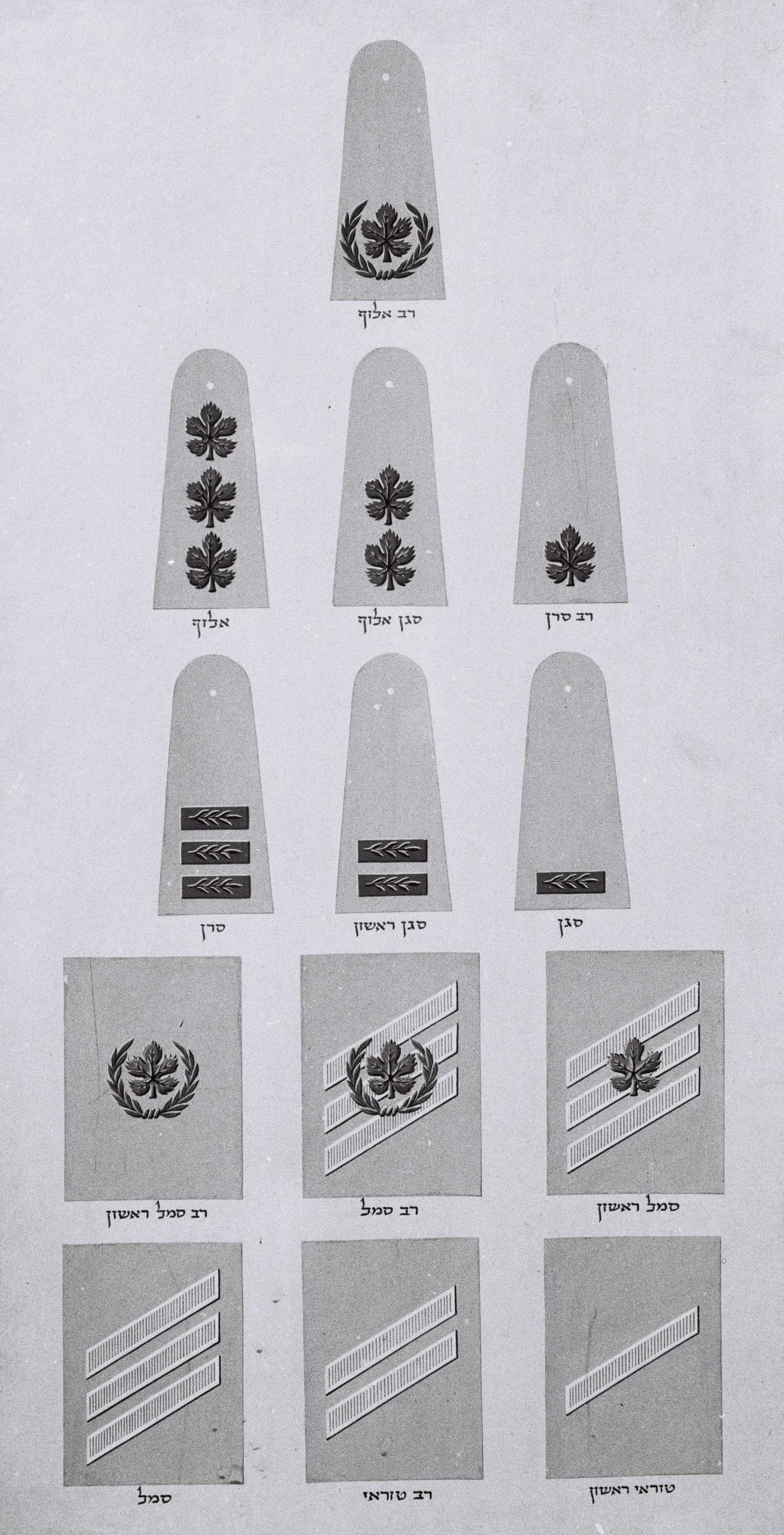
Cấp bậc của IDF năm 1949

Cấp bậc và phù hiệu của IDF ban đầu chịu ảnh hưởng từ mô hình Lục quân Anh/Khối thịnh vượng chung. Điều này là do kinh nghiệm của quân nhân Israel trong lực lượng Khối thịnh vượng chung trong Thế chiến thứ hai. Sau đó, hệ thống này đã được cải cách khi IDF bắt đầu áp dụng hệ thống cấp bậc tương tự như quân đội Hoa Kỳ vào năm 1973 và thập niên 1990.
Cấp hiệu ban đầu được cắt từ vải hoặc thêu lên miếng vải. Phù hiệu cấp bậc sĩ quan bằng kim loại đồng được đeo trên nền vải đỏ được sử dụng vào năm 1949. Sọc dành cho tất cả các loại quân phục ban đầu là các nửa hình chữ V màu trắng riêng lẻ có khoảng cách ở giữa. Trong một động thái tiết kiệm, các sĩ quan cấp cao được phân biệt bằng cách sử dụng cùng một phù hiệu bằng đồng (lá sồi hoặc lá sồi trong vòng hoa) như các sĩ quan cấp cao ghim trên phù hiệu tay áo của họ. Vào năm 1951, Hải quân áp dụng biểu tượng hình chữ V màu vàng kim và Không quân áp dụng biểu tượng hình chữ V màu xanh lam.
Cấp bậc samal rishon tương đương với staff sergeant / colour sergeant của Lục quân Anh hoặc technical sergeant (sergeant first class) / platoon sergeant của Lục quân Hoa Kỳ. Đối với các quân chủng khác, lá sồi bằng kim loại đồng trên cấp hiệu samal rishon của lục quân, sẽ được thay thế bằng hình mỏ neo màu vàng trong hình lục giác màu trắng dành cho Hải quân và Ngôi sao David màu xanh trên vòng tròn màu trắng dành cho Không quân. Sau đó, vào năm 1951, biểu tượng này được thay thế bằng lá sồi kim loại vàng dành cho Hải quân và lá sồi kim loại bạc dành cho Không quân.
Cấp bậc Samal Bakhír (1948–1951) tương đương với First Sergeant của Lục quân Hoa Kỳ. Cấp hiệu là một chiếc lá sồi nhỏ bằng đồng trong vòng hoa trên 3 nửa hình chữ V màu trắng dành cho Lục quân; một mỏ neo màu vàng trong hình lục giác viền vàng (1948) hoặc vàng đặc (1950) trên 3 nửa hình chữ V màu trắng dành cho Hải quân; và một Ngôi sao David màu xanh trong vòng tròn viền xanh trên 3 nửa hình chữ V màu trắng dành cho Không quân. Nó đã được thay thế bởi cấp bậc Rav Samal được thành lập năm 1951 và Rav Samal Yehidati thành lập năm 1955.
Cấp bậc Rav Samal (1951–1967) tương đương với Warrant Officer II của Lục quân Anh. Cấp hiệu là một chiếc lá sồi trong vòng nguyệt quế. Phù hiệu bằng đồng trên nền men đỏ cho Lục quân, bằng kim loại màu vàng cho Hải quân và màu bạc cho Không quân. Được đeo ở tay áo bên phải phía dưới của áo sơ mi hoặc áo khoác hoặc trên dây đeo cổ tay bằng da khi mặc áo ngắn tay. Nó được chia thành Rav-Samal Miktzoi (hạ sĩ quan kỹ thuật) và Rav Samal Yekhidati (hạ sĩ quan chỉ huy) từ năm 1955 đến năm 1958.
Cấp bậc Rav Samal (1948–1951) tương đương với Master Sergeant hoặc Sergeant Major của Lục quân Hoa Kỳ. Cấp hiệu ban đầu là một chiếc lá sồi trong vòng nguyệt quế dành cho Lục quân, một chiếc mỏ neo lớn màu vàng trong hình lục giác viền vàng (năm 1948) hoặc vàng đặc (năm 1950) dành cho Hải quân, và một Ngôi sao David màu xanh lớn trong vòng tròn có viền dành cho Không quân. Cấp bậc được đổi tên thành Rav Samal Rishon (1951–nay) và tương đương với Warrant Officer I của Lục quân Anh. Cấp bậc mới cũng nhận được phù hiệu mới làm bằng kim loại: Lá sồi trên thanh kiếm thẳng đứng trong Vòng nguyệt quế. Phù hiệu bằng đồng trên nền men đỏ cho Lục quân, kim loại màu vàng cho Hải quân và màu bạc cho Không quân. Được đeo ở tay áo bên phải phía dưới của áo sơ mi hoặc áo khoác hoặc trên dây đeo cổ tay bằng da khi mặc áo ngắn tay. Nó được chia thành Rav Samal Rishon Miktzoi (hạ sĩ quan kỹ thuật) và Rav Samal Rishon Yekhidati (hạ sĩ quan chỉ huy) từ năm 1955 đến năm 1958.

### Các cấp bậc đầu tiên của IDF (1948–1951)
Từ năm 1948 đến năm 1951, cấp bậc quân hàm của IDF cho mỗi nhá quân chủng (Lục quân, Hải quân và Không quân) đều có danh hiệu và phù hiệu riêng.
| US Army Rank         | IDF Army (Kheylot ha-Yabasha)              | IDF Navy (Kheyl ha-Yam)                                               | IDF Air Force (Kheyl ha-Avir)                                 |
| -------------------- | ------------------------------------------ | --------------------------------------------------------------------- | ------------------------------------------------------------- |
| Private              | Turai                                      | Malakh ("Crewman") [1948–1951]                                        | Avirai ("Airman") [1948–1951]                                 |
| Private First Class  | Turai Rishon                               | Malakh Rishon ("Crewman First Class") [1948–1951]                     | Avirai Rishon ("Airman First Class") [1948–1951]              |
| Corporal             | Rav Turai                                  | Rav Malakh ("Chief Crewman") [1948–1951]                              | Avirai Musmakh ("Senior Airman") [1948–1951]                  |
| Sergeant             | Samal                                      | Samal ("Petty Officer")                                               | Samal Avir ("Sergeant") [1948–1951]                           |
| Staff Sergeant       | Samal Rishon                               | Samal Rishon ("Petty Officer First Class")                            | Samal Tayas ("Flight Sergeant") [1948–1951]                   |
| Sergeant First Class | Rav-Samal                                  | Rav-Samal ("Chief Petty Officer")                                     | Samal Teufa ("Technical Sergeant") [1948–1951]                |
| Master Sergeant      | Rav-Samal Rishon                           | Rav-Samal Rishon ("Chief Petty Officer First Class")                  | Katsin Avir ("Acting Aviation Officer") [1948–1951]           |
| Officer Candidate    | -                                          | Meshit ("Junior Officer" - Midshipman) [1948–1951]                    | -                                                             |
| Second Lieutenant    | Segen                                      | Sgan Khovel ("Deputy Officer" - 'Ensign') [1948–1951]                 | Pakkad Avir ("Junior Pilot Officer") [1948–1951]              |
| First Lieutenant     | Segen Rishon                               | Khovel ("Officer" – Lieutenant) [1948–1951]                           | Pakkad Tayas ("Pilot Officer") [1948–1951]                    |
| Captain              | Seren                                      | Khovel Rishon ("Officer First Class" - Senior Lieutenant) [1948–1951] | Pakkad Teufa ("Flying Officer") [1948–1951]                   |
| Major                | Rav Seren                                  | Rav Khovel ("Chief Officer" - Lieutenant Commander) [1948–1951]       | Rosh Tayeset ("Squadron Leader") [1948–1951]                  |
| Lieutenant-Colonel   | Sgan aluf                                  | Sgan Kabarnit ("Deputy Captain" - Commander) [1948–1951]              | Rosh Kanaf ("Wing Commander") [1948–1951]                     |
| Colonel              | Aluf [1948–1950] / Aluf Mishne [1950–1951] | Kabarnit ("Captain") [1948–1951]                                      | Rosh Lahak ("Air Command Leader" – Group captain) [1948–1951] |
| (Brigadier) General  | Aluf [1950–1951]                           | Aluf Yam ("Naval General" - Commodore) [1950–1951]                    | Aluf Avir ("Aviation General" - Air Commodore) [1950–1951]    |
| Chief of Staff       | Rav Aluf ("Chief General" - Major General) | -                                                                     | -                                                             |